# Museo dell’Arte e della Tornitura del Legno
Das Museo dell’Arte e della Tornitura del Legno (Museum für die Kunst des Drechselns) ist ein Museum von Pettenasco im italienischen Piemont, das sich der einheimischen Holzverarbeitung widmet. Es ist in der ehemaligen Holzdrehmanufaktor der Familie Maulini untergebracht, die dort von 1886 bis 1970 produzierte.
Das Museum beherbergt eine permanente Ausstellung zur Geschichte der Holzverarbeitung am Ortasee und organisiert Sonderausstellungen sowie Veranstaltungen. Zusammen mit mehreren anderen Museen der Gegend gehört es zum Ecomuseo del Lago d’Orta e Mottarone. Herzstück ist die ehemalige Werkstatt der Maulinis, die zum Teil noch Einrichtungsstücke und Werkzeuge aus dem 19. Jahrhundert enthält.
Insbesondere in Pettenasco entstand Ende des 19. Jahrhunderts eine Kleinindustrie der Holzverarbeitung. Der Wildbach Pescone, der vom benachbarten Mottarone in Pettenasco in den Ortasee fließt, wurde in einen Kanal, den Roggia Molinara, umgeleitet, wo er seit dem 18. Jahrhundert fünf Wassermühlen antrieb. Nachdem diese nicht mehr zum Mahlen benötigt wurden, lieferten sie die Energie für die Entstehung einer Kleinindustrie im Ort.